# جورج فوربس
جورج فوربس (1869 بكندا - ) هو لاعب كرة قدم كندي في مركز الدفاع. شارك مع منتخب أيرلندا لكرة القدم. أما مع النوادي، فقد لعب مع غلينتوران وليسبورن ديستليري وLimavady United F.C. ‏.

## وصلات خارجية
- جورج فوربس على موقع قاعدة بيانات كرة القدم.إي يو (الإنجليزية)
- جورج فوربس على موقع ناشيونال فوتبول تيمز (الإنجليزية)